# Фан Бінь
Фан Бінь (спрощ.: 方斌; піньїнь: Fāng bīn) — китайський бізнесмен, громадський журналіст та блогер, який використовував YouTube і WeChat для трансляції зображень з Уханя під час пандемії COVID-19. Його кілька разів заарештовували в період з 1 по 9 лютого 2020 року.

## Особисте життя
У січні 2020 року Фан Бінь жив в Ухані в провінції Хубей, коли в Китаї розпочався спалах COVID-19.

## Журналістика
Своє перше відео Фан записав 25 січня 2020 року. Його кадри здебільшого показують його самого та ситуацію в різних районах Уханя, вони зібрали кілька тисяч переглядів. Відео були завантажені на YouTube, щоб обійти державну цензуру на вітчизняних платформах. Хоча прямий доступ до іноземних платформ, таких як YouTube, заблоковано в Китаї, вони можуть залишатися доступними через віртуальні приватні мережі.

### Перший арешт
1 лютого 2020 року Фан опублікував нове відео, на якому показано нагромадження трупів на задній частині мікроавтобуса перед лікарнею в Ухані. Відео опублікувала в твіттері китайська журналістка Дженніфер Зен. Фана заарештували в той же день, попередили і зрештою звільнили вночі.

## Арешти викривачів
У лютому 2020 року Фан і двоє інших громадських журналістів і інформаторів, Чен Цюші та Лі Цзехуа, були заарештовані та зникли безвісти в Ухані. Чень, адвокат, який прибув до Уханя 23 січня, першим зник 6 лютого; за тиждень до цього він завантажив відео, в якому критикував маніпуляції китайським урядом інформацією, яке закінчувалося реченням «Я не боюся померти! Ви думаєте, я боюся вашої комуністичної партії?». Лі, ще один громадянський журналіст, зник безвісти наприкінці лютого, але знову з'явився у квітні, опублікувавши нейтральне, патріотичне відео, що відрізнялося від його попереднього тону.
За два дні до арешту Чена, 4 лютого, поліція двічі приходила до квартири Фана Біня. Він записав сцену і відмовився впустити їх без ордера, стурбований тим, що вони прийшли у великій кількості, щоб заарештувати його (він нарахував щонайменше 4 співробітників поліції). Фан продовжував знімати відео зі своєї квартири протягом наступних днів, критикуючи пропаганду уряду та його рішення заарештувати Ченя та Лі Веньляна. 9 лютого він оприлюднив своє останнє відео: 12-секундний ролик, на якому зображено аркуш паперу з написом «всі громадяни чинять опір, поверніть владу народу». У лютому 2022 року Радіо Вільна Азія повідомило, що Фан, ймовірно, утримувався у відділенні поліції Уханя Цзянань.
У травні 2023 року повідомлялося, що Фан повернувся додому в Ухань після 3 років ув'язнення.